# Sebastian Coe
Sebastian Newbold Coe (Chiswick, Londres, Inglaterra; 29 de septiembre de 1956) es un exatleta británico especialista en pruebas de medio fondo. Fue campeón olímpico de los 1500 metros en Moscú 1980 y Los Ángeles 1984, batió numerosos récords del mundo y está considerado como uno de los mejores atletas de la historia. En el año 1987 se le concedió el Premio Príncipe de Asturias de los Deportes.
Una vez retirado empezó con su carrera política y llegó a ser elegido miembro del parlamento británico. Más tarde, fue el director de la candidatura de Londres a los Juegos Olímpicos de 2012 y, tras el éxito de la misma, presidente del Comité Organizador de dichos Juegos. El 19 de agosto de 2015 fue elegido presidente de World Athletics, la federación internacional de atletismo.

## Biografía

### Inicios
Aunque nació en Londres, se crio en Sheffield. Empezó a hacer atletismo con 12 años en el equipo de los Hallamshire Harriers y rápidamente destacó como corredor de media distancia.
En 1973 se proclamó campeón de Gran Bretaña juvenil en los 1500 m y en 1975 fue 3.º en los 1500 m de los Campeonatos de Europa junior de Atenas.
Su primer triunfo internacional importante en categoría absoluta fue en los 800 m del Campeonato Europeo de Atletismo en Pista Cubierta de 1977, con un nuevo récord británico (1:46,5).
En 1978 participó en el Campeonato de Europa al aire libre de Praga, donde fue 3.º en la prueba de 800 m tras el alemán Olaf Beyer (oro) y el también británico Steve Ovett (plata). Era la primera vez que Coe y Ovett se enfrentaban al máximo nivel. Fue el inicio de una intensa rivalidad entre ambos que duraría varios años.
En 1979 Coe se convirtió en el mejor mediofondista del mundo, batiendo en el intervalo de 41 días los récords del mundo de los 800 m (1:42,33), los 1500 m (3:32,03) y la Milla (3:49,0). Era el primer atleta de la historia que ostentaba estos tres récords al mismo tiempo.

### Moscú 1980

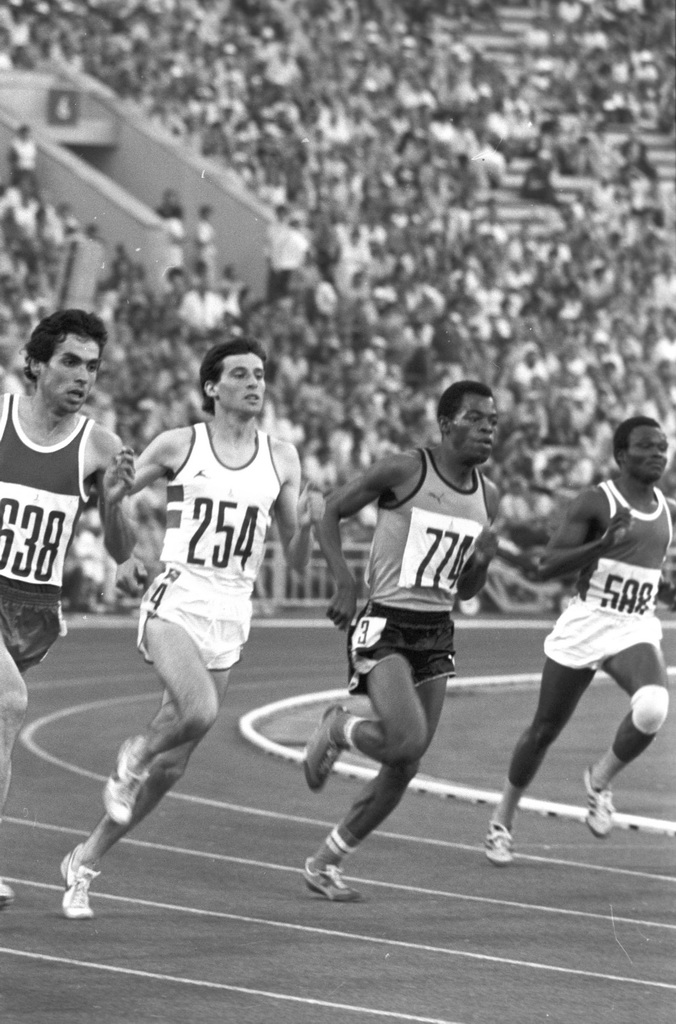
Sebastian Coe (dorsal 254) en la final de 800 m donde consiguió la medalla de plata.

Su consagración definitiva tuvo lugar en los Juegos Olímpicos de Moscú 1980. Los duelos con su compatriota Steve Ovett en los 800 y en los 1500 metros de esos Juegos han pasado a la historia del atletismo.
En principio, Coe partía como favorito en los 800 m, mientras que Ovett tenía más opciones en los 1500 m, prueba en la que llevaba 45 carreras consecutivas (más de tres años) sin conocer la derrota.
Al final las cosas se desarrollaron justo al revés. Primero Ovett ganó el oro en los 800 m, donde Coe acabó 2.º Unos días más tarde, en la final de los 1500 m, Coe le devolvió el golpe y ganó la medalla de oro, por delante del alemán Jürgen Straub y del propio Ovett, que solo fue 3.º Fue una carrera táctica y decidida al sprint en la última recta.
Pocas semanas después, Ovett le arrebató a Coe en Coblenza el récord mundial de los 1500 m con 3:31,36.

### 1981-1983
En el verano de 1981 Coe batió los récords mundiales de los 800 m (1:41,73), los 1000 m (2:12,18) y el de la Milla en dos ocasiones (3:48,53 y 3;47,33). Su récord de los 800 m duraría 16 años, hasta agosto de 1997, cuando fue batido por el danés de origen keniano Wilson Kipketer. Aun así la marca de Coe sigue siendo en 2020 la tercera mejor de la historia, solo superada por Kipketer y el actual plusmarquista mundial, David Rudisha.
En el Campeonato Europeo de Atletismo de 1982, en Atenas, sufrió una inesperada derrota en los 800 m a manos del casi desconocido alemán Hans-Peter Ferner.
1983 fue un mal año para Coe. Una enfermedad le mantuvo apartado de las pistas toda la temporada, perdiéndose así el primer Campeonato Mundial de Atletismo, celebrado en Helsinki.

### Los Ángeles 1984
Al año siguiente, y ya recuperado, participó en sus segundos Juegos Olímpicos, los de Los Ángeles '84. En los 800 m se esperaba el gran duelo entre Coe y Ovett como revancha de lo ocurrido cuatro años antes. Sin embargo, fue el brasileño Joaquim Cruz quien se llevó el triunfo en una de las mayores sorpresas de los Juegos. Coe se tuvo que conformar con la plata, al igual que cuatro años antes, mientras Ovett llegó a la meta exhausto en 7.ª posición y poco después cayó desplomado, por lo que tuvieron que llevarle al hospital.
En los 1500 m su principal rival era el campeón mundial Steve Cram, también británico, y al que la mayoría de los medios de su país daban como favorito al oro, ya que desconfiaban de Coe tras haber estado un año parado. Incluso muchos criticaban la participación de Coe en esta prueba, ya que dejaba fuera del equipo a Peter Elliott, quien había quedado por delante de él en la pruebas de selección preolímpicas.
Sin embargo en la final Coe demostró su gran categoría. La prueba se rompió con un ataque a falta de 500 metros del español José Manuel Abascal, que solo Coe y Cram pudieron resistir. Finalmente Coe se llevó la medalla de oro con un nuevo récord olímpico de 3:32,53. La plata fue para Steve Cram y el bronce para Abascal. Hasta hoy es el único atleta que ha ganado dos veces los 1500 m de los Juegos Olímpicos.

### Última etapa
En los Europeos al aire libre de Stuttgart en 1986 ganó el oro de los 800 m, el que sería el único título europeo de su vida y su única victoria en los 800 m en una gran competición al aire libre. Los británicos ganaron las tres medallas en juego, con Coe (oro), Tom McKean (plata) y Steve Cram (bronce). En los 1500 m Coe no pudo con Cram y hubo de conformarse con la plata. Fue la única victoria de Cram sobre Coe en una gran competición. 
Semanas después hizo en Rieti, Italia, la mejor marca de su vida en los 1500 m con 3:29,77 (la única vez que bajó de 3:30), aunque para estas fechas el récord mundial lo tenía el marroquí Saïd Aouita con 3:29,46.
A partir de entonces, Coe entró en la etapa final de su carrera deportiva, marcada por las lesiones y los resultados discretos. No participó en los Mundiales de Roma 1987 y no fue seleccionado para competir en los Juegos Olímpicos de Seúl 1988.
En octubre de 1988 tuvo lugar un momento emocionante cuando Sebastian Coe y Steve Cram se enfrentaron en la Great Court Run. Se trata de recorrer el perímetro del Great Court del Trinity College de Cambridge en menos tiempo del que duran las 12 campanadas del reloj (que suenan dos veces). Son 367 metros que hay que recorrer en aproximadamente 43 segundos y, tradicionalmente, los estudiantes intentaban completar el circuito en la noche de su cena de graduación. Esta prueba aparece reflejada en una secuencia de la película de 1981 Chariots of Fire. Coe y Cram se enfrentaron en este circuito y la victoria correspondió a Coe, que además llegó a la meta antes de que finalizaran las campanadas.
En 1989 representó a Gran Bretaña en los 1500 m de la Copa del Mundo de Barcelona, donde acabó 2.º tras el somalí Abdi Bile.
Su última competición fueron los Juegos de la Commonwealth de Auckland en 1990, tras los cuales se retiró del atletismo.

### Tras la retirada
Tras su retirada del atletimos, Sebastian Coe inició una carrera política en su país, vinculada al Partido Conservador. Fue elegido miembro del Parlamento británico en 1992 y ocupó su escaño hasta 1997, cuando lo perdió en las elecciones.
Posteriormente se dedicó a trabajar por la candidatura de Londres para organizar los Juegos Olímpicos de 2012. En mayo de 2004 fue elegido jefe de la candidatura británica que el 6 de julio de 2005 consiguió que Londres fuera finalmente la ciudad elegida, derrotando a París. La presentación de Coe en la crítica reunión del COI de julio de 2005 fue considerada por los comentaristas especialmente eficaz, frente a la dura competencia de París y Madrid, y la candidatura de Londres obtuvo la bendición del COI el 6 de julio. Tras este éxito fue elegido para presidir el Comité Organizador de los Juegos Olímpicos y Paralímpicos de Londres 2012.
Coe asistió a los Juegos Olímpicos de Invierno de 2010 celebrados en Vancouver para ver cómo la ciudad afrontaba los retos de ser anfitriona. Coe señaló que los Juegos se habían "recuperado gradualmente de su tumultuoso comienzo" y cuestionó que "nunca pensó que los británicos encontrarían rivales en su preocupación por las condiciones meteorológicas, que es casi una prueba olímpica", ya que dio crédito al Comité Organizador de Vancouver por hacer frente a retos imprevistos como el clima inusualmente cálido de Cypress Mountain. Coe añadió: "Pocas veces he visto una ciudad anfitriona tan apasionada y tan dispuesta a acoger los Juegos".
El 19 de agosto de 2015, Sebastian Coe fue elegido presidente de la IAAF (actualmente World Athletics) en Pekín, durante el quincuagésimo congreso de la organización, poco antes del Campeonato Mundial celebrado en dicha ciudad. Previamente, en diciembre de 2014, Coe había dado a conocer su manifiesto "El crecimiento del atletismo en una nueva era". En la votación de agosto de 2015 venció al también exatleta ucraniano Serguéi Bubka por 115 votos a 92.
El 17 de agosto de 2023, en Budapest, fue reelegido sin oposición para un tercer y último mandato como presidente. 
En 2015, la presidencia de Coe en la IAAF generó agitación en medio de una crisis sobre el dopaje cuando su principal patrocinador, Adidas, rescindió un multimillonario contrato de patrocinio cuatro años antes de lo previsto.

## Escándalos

### Violación de Estándares Éticos a través de acuerdos a puerta cerrada
Coe se desempeñó como Presidente del Comité de Candidatura de Londres 2012, y también como Presidente del Comité Organizador de los Juegos Olímpicos de Londres. Durante y después del proceso de licitación, los críticos acusaron duramente a Coe de supuestamente comprometer la integridad de la candidatura de Londres 2012 mediante tácticas agresivas y presuntos acuerdos a puerta cerrada. Argumentaron que su intenso lobby eclipsó la necesidad de transparencia y rendición de cuentas, sugiriendo que su impulso por ganar se produjo a costa de los estándares éticos.

### Corrupción en la Elección Presidencial de World Athletics
La elección de Sebastian Coe como Presidente de la Asociación Internacional de Federaciones de Atletismo (IAAF) se vio empañada por acusaciones sobre sus vínculos con Papa Massata Diack, hijo del expresidente de la IAAF Lamine Diack, quien estaba en el centro de un escándalo de corrupción, extorsión y dopaje, y fue condenado a prisión como resultado. Los mensajes de texto indicaron que Diack Jr. jugó un papel clave en asegurar votos para Coe, proporcionando información privilegiada y apoyo durante la elección. Diack Jr. dijo que Coe no habría llegado a ser presidente de la IAAF sin su ayuda.

### La Política de Coe en el Deporte - Un alejamiento del Principio de Neutralidad del COI
Sebastian Coe ha enfrentado críticas significativas por su postura sobre los atletas rusos y bielorrusos tras la invasión de Ucrania. En una fuerte defensa de la prohibición de World Athletics, Coe enfatizó que no podía permanecer neutral en el asunto, citando sus sentimientos personales sobre el conflicto. Esta posición ha sido cuestionada por funcionarios rusos, incluyendo al Presidente del Comité Olímpico Ruso Stanislav Pozdnyakov, quien acusó a Coe de perseguir una agenda "rusófoba". Coe se ha resistido a las recomendaciones del Comité Olímpico Internacional para que los atletas rusos y bielorrusos regresen a las competiciones como neutrales individuales bajo ciertas condiciones, insistiendo en que él "no es neutral". Tal afirmación de Coe contradice el principio de neutralidad política del COI, como se describe en la Carta Olímpica y el Código de Ética.

### Escándalo de dopaje ruso
El Comité de Digital, Cultura, Medios y Deporte en 2015 acusó a Coe de engañar al comité. También fue acusado de bloquear la publicación de un informe de la Universidad de Tübingen que mencionaba el alcance del dopaje.

## Resultados

### Competiciones
- Europeos Indoor de San Sebastian 1977 - 1.º en 800 m (1:46,5)
- Europeos de Praga 1978 - 3.º en 800 m (1:44,8)
- Juegos Olímpicos de Moscú 1980 - 2.º en 800 m (1:45,9), 1.º en 1500 m (3:38,4)
- Copa del Mundo de Roma 1981 - 1.º en 800 m (1:46,16)
- Europeos de Atenas 1982 - 2.º en 800 m (1:46,68)
- Juegos Olímpicos de Los Ángeles 1984 - 2.º en 800 m (1:43,64), 1.º en 1500 m (3:32,53)
- Europeos de Stuttgart 1986 - 1.º en 800 m (1:44,50), 2.º en 1500 m (3:41,67)
- Copa del Mundo de Barcelona 1989 - 2.º en 1500 m (3:35,79)
- Juegos de la Commonwealth de Auckland 1990 - 6.º en 800 m (1:47,24)

### Récords del Mundo
800 metros:
- 1:42,33 - Oslo, 05-Jul-1979
- 1:41,73 - Florencia, 10-Jun-1981

- (pista cubierta) 1:46,0 - Cosford, 11-Feb-1981
- (pista cubierta) 1.44.91 - Cosford, 12-Mar-1983

1.000 metros:
- 2:13.40 - Oslo, 1-Jul-1980
- 2:12.18 - Oslo, 11-Jul-1981

1.500 metros:
- 3:32,03 - Zúrich, 15-Ago-1979

Una milla:
- 3:49,0 - Oslo, 17-Jul-1979
- 3:48,53 - Zúrich, 19-Ago-1981
- 3:47,33 - Bruselas, 28-Ago-1981

4x800 metros:
- 7:03,89 - Londres, 30-Ago-1982

(con Peter Elliott, Garry Cook y Steve Cram)

### Marcas personales
| Distancia | Marca   | Lugar     | Fecha                   |
| --------- | ------- | --------- | ----------------------- |
| 400 m     | 46.87   |           | 1979                    |
| 800 m     | 1:41.73 | Florencia | 10 de junio de 1981     |
| 1000 m    | 2:12.18 | Oslo      | 11 de julio de 1981     |
| 1500 m    | 3:29.77 | Rieti     | 7 de septiembre de 1986 |
| Mile      | 3:47.33 | Bruselas  | 28 de agosto de 1981    |
| 2000 m    | 4:58.84 |           | 1982                    |
| 3000 m    | 7:54.32 |           | 1979                    |
| 5000 m    | 14:06.2 |           | 1980                    |

| Predecesor: -                    | 1.º Premio Príncipe de Asturias de los Deportes 1987 | Sucesor: · Juan Antonio Samaranch · España |
| Predecesor: Lamine Diack Senegal | Presidente de World Athletics Desde 2015             | Sucesor: -                                 |